# Силверстон
Силверстон (англ. Silverstone) — деревня в графстве Нортгемптоншир, Великобритания. Население около 2000 человек.
Силверстон известен по нахождению здесь автодрома Сильверстоун — известной гоночной трассы, где проводится Гран-при Великобритании.